# Grant County, Minnesota
Grant County är ett administrativt område i delstaten Minnesota i USA, med 6 018 invånare. Den administrativa huvudorten (county seat) är Elbow Lake. Countyt är döpt efter Ulysses S. Grant. 

## Politik
Grant County är ett så kallat swing distrikt och det brukar vara jämnt mellan republikanerna och demokraterna i valen. I presidentvalet 2016 bröts trenden något då republikanernas kandidat vann med siffrorna 59,4 procent mot 31,8 för demokraternas kandidat. Detta är den största segern i området för en presidentkandidat sedan valet 1976 då demokraternas kandidat vann området med 60,4 procent. Det är den största segern i området för en republikansk presidentkandidat på nästan hundra år, sedan valet 1920.

## Geografi
Enligt United States Census Bureau har countyt en total area på 1 490 km². 1 415 km² av den arean är land och 75 km² är vatten.   

### Angränsande countyn
- Otter Tail County - nord
- Douglas County - öst
- Pope County - sydost
- Stevens County - syd
- Traverse County - sydväst
- Wilkin County - nordväst